# Yvonne Franck
Pour les articles homonymes, voir Franck.
Germaine-Yvonne Franck (Paris 8e, 5 décembre 1892 - Paris 18e, 30 avril 1989) est une danseuse rythmicienne, première danseuse de l’Opéra de Paris, puis maitresse de ballet et chorégraphe française.

## Biographie
Yvonne Franck est engagée par Jacques Rouché pour la nouvelle classe d'eurythmique du corps de ballet de l'Opéra de Paris en 1917. Yvonne Franck est une danseuse formée à la fois à la tradition du ballet classique et aux eurythmies. Elle reste à l’Opéra après la fermeture de la section d'eurythmique en 1925.
En 1927, Yvonne Franck et Alice Bourgat font équipe pour un projet qui incluent les étudiantes de l’école de l’Opéra : L'Éventail de Jeanne.
Infirmière de la Croix-Rouge au camp de Drancy, elle est le témoin de la mort de Max Jacob en mars 1944.

## Répertoire
- 1917 : La Légende de l'or[4].
- 1919 : Samson et Dalila[5].
- 1921 : Pallas dans Ascanio, reprise à l’Opéra de Paris, chorégraphie de Léo Staats, 9 novembre[6].
- 1922 : Sylvia[7]
- 1923 : La gouvernante des nymphes dans Cydalise et le Chèvre-pied, création le 15 janvier à l'opéra de Paris[8].
- La danseuse Mariandyne dans Salamine de Maurice Emmanuel, chorégraphié par Nicolas Guerra[9].
- 1925 : Danses polovtsiennes du Prince Igor, chorégraphie de Bronislava Nijinska
- 1925 : Danses de la Renaissance italienne, chorégraphie de Bronislava Nijinska
- 1925 : Samson et Dalila[10].
- 1926 : Alceste de Gluck, mise en scène de Pierre Chéreau, chorégraphie de Bronislava Nijinska
- 1927 : Naïla de Philippe Gaubert.
- 1927 : Padmâvatî, mise en scène de Pierre Chéreau[11],[12].
- 1929 : Les Troyens[13].
- 1929 : La Tentation de Saint Antoine de Raoul Brunel, chorégraphié par Léo Staats
- 1930 : Castor et Pollux[14].
- 1935 : La Reine des Tziganes dans Les Deux Pigeons, à l'opéra de Paris, 20 mars[15].

## Iconographie
Tableau de Jean-Gabriel Domergue.